# 乔治·拉瓦利
乔治·拉瓦利（義大利語：Giorgio Ravalli，1925年5月20日—），意大利男子曲棍球运动员。他曾代表意大利国家队参加1952年夏季奥林匹克运动会曲棍球比赛，获得第十一名。